# 90579 Gordonnelson
90579 Gordonnelson è un asteroide della fascia principale. Scoperto nel 2004, presenta un'orbita caratterizzata da un semiasse maggiore pari a 2,6233691 UA e da un'eccentricità di 0,2121976, inclinata di 12,50702° rispetto all'eclittica.